# سعيد بن سليمان الواسطي
أبو عثمان سعيد بن سليمان الضبي الواسطي البزاز حافظ ثبت وإمام في الحديث النبوي وروايته. يلقب بسعدويه، سكن بغداد ونشر بها العلم. ولد سنة بضع وعشرين ومائة وحج بعد الخمسين، ورأى بمكة معاوية بن صالح قاضي الأندلس.

## رواية الحديث
سمع الحديث من: مبارك بن فضالة، وحماد بن سلمة، وأزهر بن سنان، وسليمان بن كثير العبدي، ومنصور بن أبي الأسود، وعبد العزيز بن أبي سلمة، والليث بن سعد، وهشيما، وعباد بن العوام، وخلقا كثيرا. وعنه روى: البخاري وأبو داود، ومحمد بن يحيى الذهلي، وهلال بن العلاء، وإبراهيم الحربي، وأبو بكر بن أبي الدنيا، وصالح بن محمد جزرة، وعثمان بن خرزاذ، وخلف بن عمر العكبرى، وأحمد بن يحيى الحلواني وكثيرون.

## الجرح والتعديل
- قال أبو حاتم: ثقة مأمون لعله أوثق من عفان.
- قال أحمد بن حنبل: فكان يغض منه، ولا يرى الكتابة عنه، لكونه أجاب في المحنة تقي ، ويقول : صاحب تصحيف ما شئت.
- قال صالح جزرة: سمعت سعيد بن سليمان وقيل له: لم لا تقول: حدثنا فقال: كل شيء حدثتكم، فقد سمعته ما دلست حديثا قط، ليتني أحدث بما قد سمعت.
- قال الذهبي: قال حججت ستين حجة.
- قال أبو بكر الخطيب: كان سعدويه من أهل السنة وأجاب في المحنة.
- قال أحمد بن عبد الله العجلي: قيل لسعدويه بعدما انصرف من المحنة: ما فعلتم قال: كفرنا ورجعنا.
- قال محمد بن سعد: كان سعدويه كثير الحديث، ثقة نزل بغداد وتجر بها، وتوفي بها في رابع ذي الحجة، سنة خمس وعشرين ومائتين.

## وفاته
قال ابن سعد توفي سنة 225 هـ في بغداد.